# بريان ستيوارت (لاعب كرة قدم)
بريان ستيوارت (بالإنجليزية: Bryan Stewart)‏ (13 سبتمبر 1985 في المملكة المتحدة - ) هو لاعب كرة قدم بريطاني في مركز الوسط. لعب مع نادي يورك سيتي.

## وصلات خارجية
- بريان ستيوارت على موقع قاعدة بيانات كرة القدم.إي يو (الإنجليزية)
- بريان ستيوارت على موقع Soccerbase.com (لاعب) (الإنجليزية)